# Lepidothrix isidorei
Manaquim-d'uropígio-azul ou dançador-de-lombo-azul (Lepidothrix isidorei) é uma espécie de ave da família Pipridae.
Pode ser encontrada nos seguintes países: Colômbia, Equador e Peru.
Os seus habitats naturais são: regiões subtropicais ou tropicais húmidas de alta altitude.